# Пивоваров, Артём Владимирович
Артём Владимирович Пивова́ров (укр. Артем Володимирович Пивоваров; род. 28 июня 1991, Волчанск, Харьковская область) — украинский певец, музыкант, автор песен, саунд-продюсер. Заслуженный артист Украины (2025).

## Биография
Артём Пивоваров родился 28 июня 1991 года в городе Волчанск Харьковской области. В возрасте 12 лет поступил в музыкальную школу на класс гитары, однако бросил обучение через 3 месяца из-за несходства во взглядах с образовательной системой и преподавателями. Музыкального образования не имеет. После окончания 9 классов средней школы поступил в Волчанский медицинский колледж. Дальнейшее образование продолжил в Национальной академии городского хозяйства в Харькове, где защитил диплом бакалавра по экологии.
В 2017 году переехал из Харькова в Киев.

## Музыкальная карьера

### Ранние годы
С 2009 по 2011 лидер волчанской пост-хардкор группы Anger. С 2011 по 2012 был вокалистом харьковской группы «Dance Party.Dance!Dance!», с которой записал один студийный альбом «Бог сделал бы погромче».
В 2012 году под псевдонимом Art Rey записал первые акустические песни, видео на которые стали популярными на YouTube.
1 апреля 2013 года вышел первый полноценный альбом «Космос», записанный с полным составом музыкантов. Гастролировал с альбомом по странам СНГ, участвовал в фестивалях. В поддержку альбома были выпущены видео «Родная» и «Легче».
В течение 2014 года Пивоваров под своим именем выпустил 4 сингла, в том числе и первую украиноязычную песню «Хвилини». Вышло видео на трек «Океан».

### 2015—2020
В 2015 году вышло видео «Мы молоды». Весной были записаны два дуэта: «Выдыхай» с Андреем «Саном» Запорожцем (Sunsay, 5’Nizza) и «Зачем» с Нервы (группа). На оба трека также были выпущены видеоработы. В августе вышел второй альбом «Океан» (Первый альбом с квинтологии «Стихия»), который был высоко оценен музыкальным критиком Игорем Панасовым. Через несколько дней после выхода альбома вышел клип на песню «Собирай меня». В ноябре вышел клип на трек «Зависимы».
С 2015 года Пивоваров начал выступать в качестве саунд-продюсера, сотрудничая с такими артистами как KAZAKY, Регина Тодоренко, Миша Крупин, Анна Седокова, Таня Воржева, Dside Band, группа Play и другими.
В начале 2016 года вышел совместный трек с рэпером Мот, который в первые часы после релиза возглавил рейтинг музыкального чарта в iTunes, а клип на эту песню набрал 8 млн просмотров на YouTube. 27 апреля Артём Пивоваров представил клип на песню «Стихия». Режиссёром видео выступил Леонид Колосовский.. В сентябре вышел новый клип «На глубине», режиссер Тарас Голубков. Клип попал в эфир европейского музыкального канала Vilanoise TV и стал единственным украинским контентом на этом музыкальном ресурсе. 20 октября Пивоваров представил первый украинский интернет-сериал о современной музыке и её создателях под названием Unknown («Неизвестный»). Это сериал о людях, которые создают музыку, но при этом остаются в тени исполнителей. В конце декабря 2016 года песня «Собирай меня» стала официальным саундтреком сериала «Отель Элеон».
В начале 2017 года вышла совместная песня с рэпером Влади — «Меридианы», а в мае — мини-альбом с Мишей Крупиным «Городские слухи». 10 февраля Пивоваров представил третий сольный альбом «Стихия воды» (второй альбом с квинтологии «Стихия»), в который вошло 10 композиций, в числе которых песни «МояНочь» и «Кислород». Последняя попала в рейтинг Топ-5 композиций музыкального сервиса Shazam в Украине. 6 марта на трек «Кислород» был выпущен клип о людях с альбинизмом, который за несколько дней набрал более миллиона просмотров и попал в Топ-10 самых популярных украинских видеоклипов на YouTube. 30 июня Пивоваров презентовал трек «МояНіч» на главной сцене фестиваля Atlas Weekend-2017. 2 августа выпустил клип на «МояНочь», режиссёром которого выступил Тарас Голубков. 24 августа, в День независимости Украины, был выпущен первый украиноязычный клип «МояНіч». В сентябре запустил авторское шоу «Артем Пивоваров. Backstage» на площадке онлайн-кинотеатра Megogo.net. В октябре вышла вторая совместная работа с Мот «Ливень». 1 декабря 2017 года вышел четвертый альбом под названием «Стихия огня», который является третей частью квинтологии «Стихия».

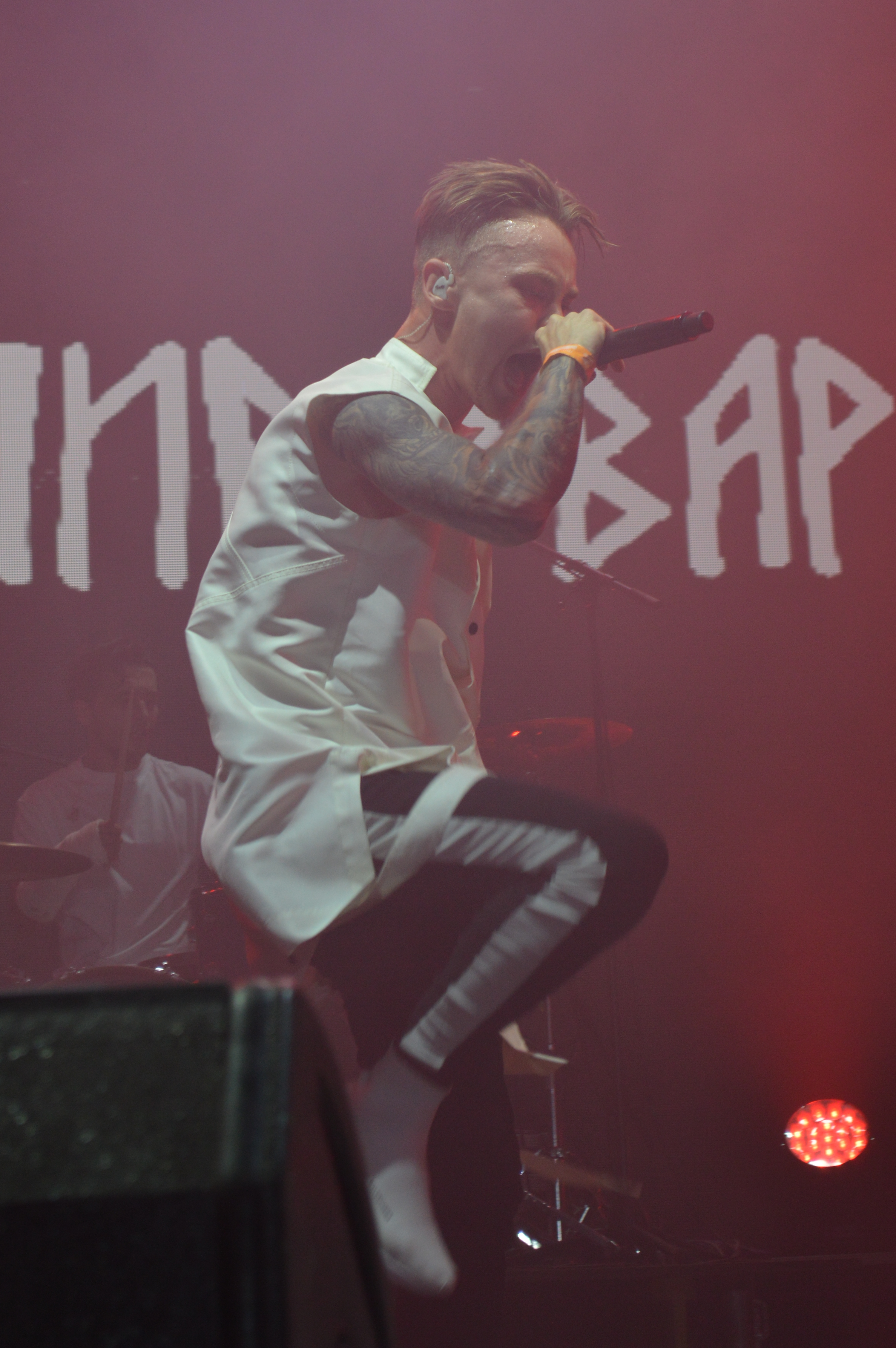
Артем Пивоваров на фестивале MRPL City 2018

10 марта 2018 года представил два альбома: «Стихия воды» и «Стихия огня» на сольном концерте в клубе «Bel’etage». Специально для концерта совместно с брендом одежды KOMASHNYA выпустил линию одежды «Стихия неизбежна». 12 марта Артем Пивоваров выпускает свою следующую визуализацию на трек «Полнолуние», который входит в альбом «Стихия огня». Впервые для съемок Пивоварова был арендован Оперный театр, а режиссером клипа выступил Manifest production. 15 мая Пивоваров представил новую композицию «Провинциальный». На создание этой песни ушло почти 8 лет. Трек вошел в альбом «Стихия огня». В начале июня представил серию акустических концертов «Под стихией». 8 июня Dj Smash и Пивоваров представили совместную работу под названием «Сохрани». 28 сентября состоялась премьера клипа на песню «Відчуй». В съемках клипа приняли участие дети с нарушениями слуха. 26 октября Пивоваров выпустил сингл «Мимо меня». 7 декабря 2018 года состоялась премьера видеоработы на песню «Карма», второй из трилогии Пивоварова.
22 февраля 2019 года выпустил сингл «No.1», который стал завершающим в трилогии. 10 мая представил клип на песню «No.1». 12 июля состоялась премьера песни Пивоварова с Ёлкой «В каждом из нас». Песня вышла на двух языках и стала для Ёлки первой украинской песней за долгое время. 20 сентября состоялся релиз новой песни Пивоварова «2000». 8 ноября вышел четвертый альбом — «Земной», который стал третьей частью квинтологии «Стихия». 26 ноября состоялась презентация документального фильма Пивоварова «Земной».

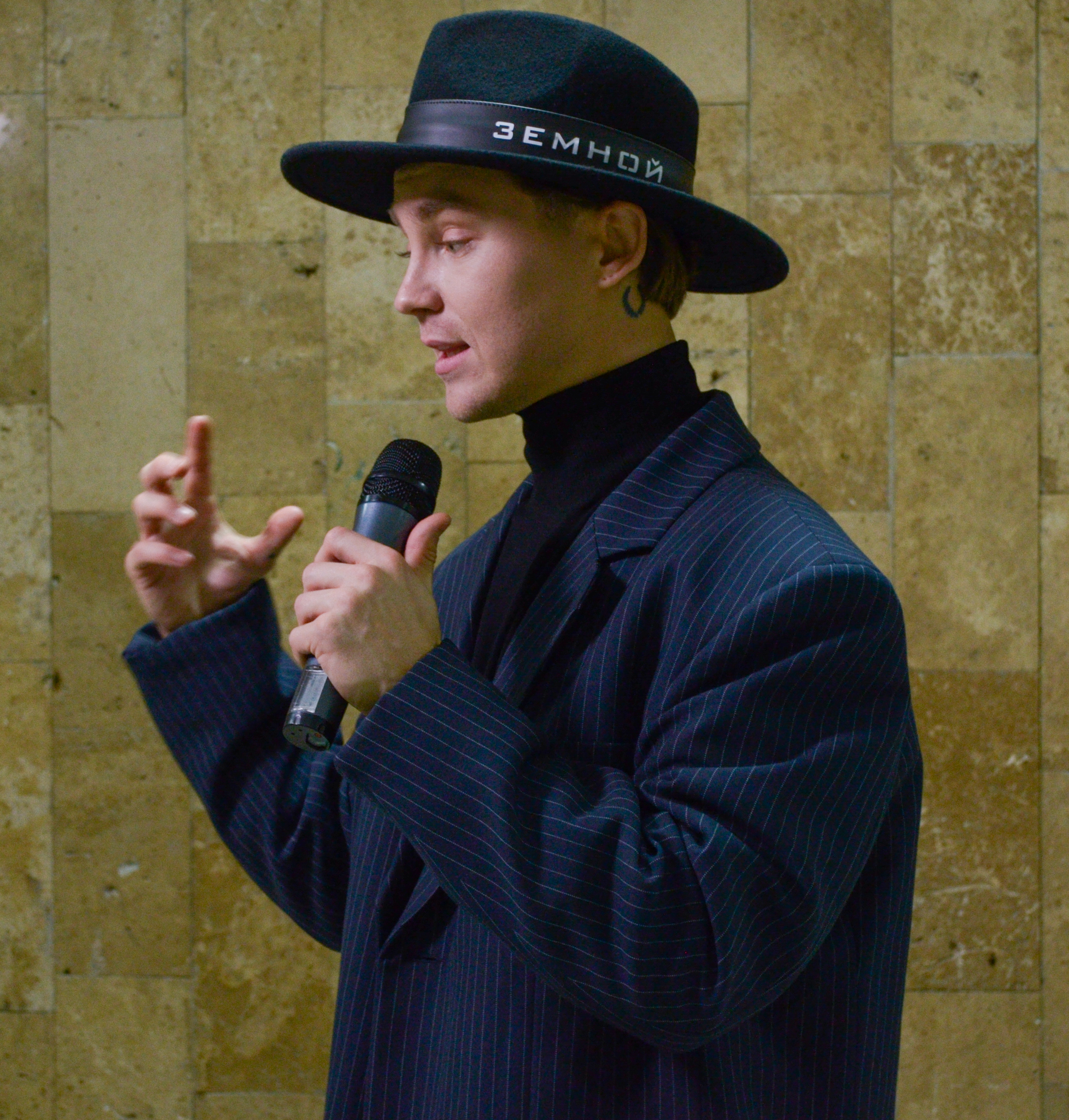
Артем Пивоваров на фестивале M1 Music Awards 2019

Номинант премии M1 Music Awards 2019 на звание «Прорыв года». Номинант премии YUNA в категории «Лучший исполнитель».
18 декабря 2019 года на «Музыкальной платформе» Пивоваров получил награды за лучший трек «2000» и лучший альбом по версии BEST MUSIC Publishing «Земной». 19 декабря состоялась премьера видеоработы на сингл «Дом». Режиссером клипа выступил Тарас Голубков. Трек «Дом» стал лид-синглом нового альбома Артема Пивоварова «Земной», который вышел 8 ноября.

### С 2020 года
Весной 2020 года Пивоваров планировал отправиться во всеукраинский и европейский тур, но в связи с карантином тур пришлось перенести на осень. 15 апреля выступил на благотворительном онлайн-марафоне #РазомВдома.
16 апреля 2021 года состоялся релиз первого сингла «Рандеву» из будущего альбома. Также состоялась премьера видеоклипа, режиссёром которого выступил Тарас Голубков.

## Дискография

### Студийные альбомы
| №                   | Название                               | Длительность |
| ------------------- | -------------------------------------- | ------------ |
| 1.                  | «Америка»                              | 3:20         |
| 2.                  | «До встречи»                           | 3:24         |
| 3.                  | «Легче»                                | 4:01         |
| 4.                  | «Жаркое лето»                          | 3:19         |
| 5.                  | «Напиши»                               | 3:40         |
| 6.                  | «Искать»                               | 3:29         |
| 7.                  | «Нам не вернуть»                       | 3:53         |
| 8.                  | «У тебя есть я, у меня есть ты»        | 3:42         |
| 9.                  | «Ресницы»                              | 4:17         |
| 10.                 | «Родная»                               | 5:43         |
| 11.                 | «Мантра»                               | 4:58         |
| 12.                 | «Зачем?» (Нервы feat. Артём Пивоваров) | 4:23         |
| 13.                 | «Стереосистема» (Cover)                | 3:44         |
| Общая длительность: | Общая длительность:                    | 49:13        |

| №                   | Название                      | Длительность |
| ------------------- | ----------------------------- | ------------ |
| 1.                  | «Нирвана»                     | 3:27         |
| 2.                  | «Мы молоды»                   | 3:45         |
| 3.                  | «Океан»                       | 4:35         |
| 4.                  | «Зависимы»                    | 3:23         |
| 5.                  | «Космос»                      | 3:35         |
| 6.                  | «Анна»                        | 3:34         |
| 7.                  | «Собирай меня»                | 3:54         |
| 8.                  | «Подними себя» (feat. SunSay) | 2:16         |
| 9.                  | «Выдыхай» (feat. SunSay)      | 3:26         |
| 10.                 | «Цунами»                      | 5:13         |
| 11.                 | «Хвилини»                     | 3:58         |
| Общая длительность: | Общая длительность:           | 38:66        |

| №                   | Название                        | Длительность |
| ------------------- | ------------------------------- | ------------ |
| 1.                  | «Кислород»                      | 4:11         |
| 2.                  | «На глубине»                    | 3:10         |
| 3.                  | «Меридианы» (feat. Влади)       | 3:45         |
| 4.                  | «Сойти с ума»                   | 3:38         |
| 5.                  | «Моя ночь»                      | 3:16         |
| 6.                  | «Огонь и я» (feat. Кравц & 813) | 3:40         |
| 7.                  | «Говори»                        | 3:52         |
| 8.                  | «Стихия»                        | 3:54         |
| 9.                  | «Джунгли»                       | 3:49         |
| 10.                 | «Иду»                           | 3:37         |
| Общая длительность: | Общая длительность:             | 34:52        |

| №                   | Название                     | Длительность |
| ------------------- | ---------------------------- | ------------ |
| 1.                  | «Полнолуние»                 | 3:33         |
| 2.                  | «Эластично»                  | 3:42         |
| 3.                  | «Что ты имела в виду?»       | 2:16         |
| 4.                  | «Провинциальный»             | 3:40         |
| 5.                  | «Тело»                       | 4:00         |
| 6.                  | «Миру - мир!»                | 3:16         |
| 7.                  | «Оставайся собой»            | 4:14         |
| 8.                  | «Хаос» (feat. Anacondaz)     | 3:32         |
| 9.                  | «Паранормал» (feat. Fenoman) | 4:11         |
| 10.                 | «Моно» (feat. Бакей)         | 3:10         |
| Общая длительность: | Общая длительность:          | 34:14        |

| №                   | Название                       | Длительность |
| ------------------- | ------------------------------ | ------------ |
| 1.                  | «No.1»                         | 3:26         |
| 2.                  | «Карма»                        | 4:07         |
| 3.                  | «Дом»                          | 3:23         |
| 4.                  | «2000»                         | 3:53         |
| 5.                  | «Дежавю»                       | 4:04         |
| 6.                  | «Позови»                       | 4:04         |
| 7.                  | «В каждом из нас» (feat. Ёлка) | 4:46         |
| 8.                  | «Оазис»                        | 3:52         |
| 9.                  | «Мимо меня»                    | 3:48         |
| 10.                 | «Мои стихи, твои ноты»         | 3:53         |
| Общая длительность: | Общая длительность:            | 37:16        |

### Мини-альбомы
| Название                                 | Информация                                                                               | Примечание |
| ---------------------------------------- | ---------------------------------------------------------------------------------------- | --- |
| Городские слухи (feat. Миша Крупин) — EP | - Релиз: 28 апреля 2017 - Лейбл: Sony Music Entertainment - Формат: Цифровая дистрибуция | \| № \| Название \| Длительность \| \| ------------------- \| --------------------------------- \| ------------ \| \| 1. \| «Анна» (feat. Миша Крупин) \| 3:34 \| \| 2. \| «Доброе утро» (feat. Миша Крупин) \| 3:57 \| \| 3. \| «Одну» (feat. Миша Крупин) \| 2:59 \| \| 4. \| «Море» (feat. Миша Крупин) \| 3:29 \| \| 5. \| «Море» (Sorry4 Remix) \| 3:25 \| \| 6. \| «Анна» (DJ Kiev.Pills Remix) \| 4:06 \| \| Общая длительность: \| Общая длительность: \| Общая: 20:10 \| |
| №                                        | Название                                                                                 | Длительность |
| 1.                                       | «Анна» (feat. Миша Крупин)                                                               | 3:34 |
| 2.                                       | «Доброе утро» (feat. Миша Крупин)                                                        | 3:57 |
| 3.                                       | «Одну» (feat. Миша Крупин)                                                               | 2:59 |
| 4.                                       | «Море» (feat. Миша Крупин)                                                               | 3:29 |
| 5.                                       | «Море» (Sorry4 Remix)                                                                    | 3:25 |
| 6.                                       | «Анна» (DJ Kiev.Pills Remix)                                                             | 4:06 |
| Общая длительность:                      | Общая длительность:                                                                      | Общая: 20:10 |

### Официальные синглы
| №  | Сингл                      | Альбом               | Год  |
| -- | -------------------------- | -------------------- | ---- |
| 1  | «Родная»                   | Космос               | 2013 |
| 2  | «Легче»                    | Космос               | 2014 |
| 3  | «Мы молоды»                | Океан                | 2015 |
| 4  | «Собирай меня»             | Океан                | 2015 |
| 5  | «Зависимы»                 | Океан                | 2015 |
| 6  | «Стихия»                   | Стихия воды          | 2016 |
| 7  | «На глубине»               | Стихия воды          | 2016 |
| 9  | «Кислород»                 | Стихия воды          | 2017 |
| 10 | «Анна» (feat. Миша Крупин) | Городские слухи — EP | 2017 |
| 11 | «Моя ночь»                 | Стихия огня          | 2017 |
| 12 | «Полнолуние»               | Стихия огня          | 2017 |
| 13 | «Провинциальный»           | Стихия огня          | 2018 |
| 15 | «No.1»                     | Земной               | 2019 |
| 16 | «2000»                     | Земной               | 2019 |
| 17 | «Дом»                      | Земной               | 2019 |
| 18 | «Дежавю» / «Позови»        | Земной               | 2020 |
| 19 | «Рандеву»                  | TBA                  | 2021 |
| 20 | «Мираж»                    | TBA                  | 2021 |

### Промосинглы
| №  | Сингл                               | Альбом      | Год  |
| -- | ----------------------------------- | ----------- | ---- |
| 1  | «Океан»                             | Океан       | 2014 |
| 2  | «Мы молоды»                         | Океан       | 2015 |
| 3  | «Собирай Меня»                      | Океан       | 2015 |
| 4  | «Зависимы»                          | Океан       | 2015 |
| 5  | «Стихия»                            | Стихия воды | 2016 |
| 6  | «На Глубине»                        | Стихия воды | 2016 |
| 7  | «Делай свое дело» (feat. Не Люди)   | без альбома | 2016 |
| 8  | «Кислород»                          | Стихия воды | 2017 |
| 9  | «Говори»                            | Стихия воды | 2017 |
| 10 | «Моя ночь»                          | Стихия огня | 2017 |
| 11 | «Эластично»                         | Стихия огня | 2018 |
| 12 | «Полнолуние»                        | Стихия огня | 2018 |
| 13 | «Провинциальный»                    | Стихия огня | 2018 |
| 14 | «Відчуй»                            | без альбома | 2018 |
| 15 | «Мимо меня»                         | Земной      | 2018 |
| 16 | «Карма»                             | Земной      | 2018 |
| 18 | «В каждом из нас» (feat. Ёлка)      | Земной      | 2019 |
| 19 | «ВiдЗорiДоЗорi»                     | без альбома | 2020 |
| 20 | «Мои стихи, твои ноты»              | Земной      | 2020 |
| 21 | «Майбутність» (совм. с KALUSH)      | TBA         | 2022 |
| 22 | «Радісно» (совм. с Лилу45)          | TBA         | 2022 |
| 23 | «До весни» (совм. с Златой Огневич) | TBA         | 2022 |
| 24 | «Думи» (совм. с DOROFEEVA)          | TBA         | 2022 |
| 25 | «Ой на горі»                        | TBA         | 2022 |
| 26 | «Тішся» (совм. с Олей Поляковой)    | TBA         | 2022 |
| 27 | «Люлі-Люлі» (совм. с Alyona Alyona) | TBA         | 2022 |
| 28 | «Там у тополі» (совм. с NK)         | TBA         | 2022 |
| 29 | «Маніфест»                          | TBA         | 2022 |

### При участии Артёма Пивоварова
| № | Сингл                                                   | Альбом                             | Год  |
| - | ------------------------------------------------------- | ---------------------------------- | ---- |
| 1 | «Зачем?» (Нервы feat. Артём Пивоваров)                  | Космос                             | 2013 |
| 2 | «Выдыхай» (SunSay feat. Артём Пивоваров)                | Океан                              | 2015 |
| 3 | «Муссоны» (Мот feat. Артём Пивоваров)                   | Наизнанку (альбом Мота)            | 2016 |
| 4 | «Ливень» (Мот feat. Артём Пивоваров)                    | Добрая музыка клавиш (альбом Мота) | 2017 |
| 5 | «Магнитные глаза» (Анна Седокова feat. Артём Пивоваров) | На воле (альбом А. Седоковой)      | 2017 |
| 6 | «Меридианы» (Влади feat. Артём Пивоваров)               | Стихия воды                        | 2018 |
| 7 | «Хаос» (Anacondaz feat. Артём Пивоваров)                | Стихия огня                        | 2018 |
| 8 | «Сохрани» (Smash feat. Артём Пивоваров)                 | Viva Amnesia (альбом Smash)        | 2018 |
| 9 | «В каждом из нас» (Ёлка feat. Артём Пивоваров)          | Земной                             | 2019 |

### Песни, написанные Артёмом Пивоваровым для других артистов
| №  | Сингл                                                                    | Исполнитель               | Год  |
| -- | ------------------------------------------------------------------------ | ------------------------- | ---- |
| 1  | «Моя Майя»                                                               | ДиО.фильмы                | 2015 |
| 2  | «Ты мне нужен»                                                           | Регина Тодоренко          | 2015 |
| 3  | «Останься» В соавторстве с Максимом Фадеевым и Ольгой Серябкиной (MOLLY) | Олег Майами               | 2016 |
| 4  | «Бандиты»                                                                | DSIDE BAND                | 2017 |
| 5  | «Потанцуй» В соавторстве с Надеждой Дорофеевой                           | Юлия Ковальчук            | 2017 |
| 6  | «Увлечение» В соавторстве с Анной Седоковой                              | Анна Седокова             | 2017 |
| 7  | «Весь мир»                                                               | Юлианна Караулова         | 2017 |
| 8  | «Лети за мной»                                                           | Юлианна Караулова         | 2017 |
| 9  | «Затуманила»                                                             | Денис Реконвальд          | 2017 |
| 10 | «Мечтай»                                                                 | Арина Данилова feat. HARU | 2018 |
| 11 | «Выше неба»                                                              | Арина Данилова            | 2018 |
| 12 | «Волна»                                                                  | Арина Данилова            | 2018 |
| 13 | «Поверь мне»                                                             | DSIDE BAND                | 2018 |
| 14 | «Губы»                                                                   | Ольга Бузова              | 2018 |
| 15 | «Полуночное такси»                                                       | Дима Билан                | 2019 |
| 16 | «Мира мало»                                                              | LOBODA                    | 2019 |
| 17 | «Холодно і тепло»                                                        | Uliana Royce              | 2020 |
| 18 | «Романы»                                                                 | Филипп Киркоров           | 2020 |
| 19 | «Don’t Try to Run»                                                       | Oksana Gordeeva           | 2020 |
| 20 | «Се ля ви»                                                               | Альбина Джанабаева        | 2020 |
| 21 | «Неоновая ночь»                                                          | Дима Билан                | 2020 |
| 22 | «No More» В соавторстве с KERRIA                                         | KERRIA                    | 2020 |
| 23 | «Love Is Freedom»                                                        | Мята                      | 2020 |
| 24 | «V/V»                                                                    | ABBASOV                   | 2020 |
| 25 | «Sayounara»                                                              | Uliana Royce              | 2020 |
| 26 | «Dreams»                                                                 | Дима Билан                | 2020 |
| 27 | «Моя вода»                                                               | ABBASOV                   | 2020 |
| 27 | «Покохала»                                                               | Uliana Royce              | 2020 |
| 28 | «Сердце»                                                                 | Дима Билан                | 2020 |
| 29 | «Море»                                                                   | ABBASOV                   | 2020 |
| 30 | «Вместе до луны»                                                         | ABBASOV                   | 2021 |
| 31 | «Мои правила»                                                            | Uliana Royce              | 2021 |
| 32 | «Диктофон»                                                               | Анна Тринчер              | 2021 |
| 33 | «ТЕТ-А-ТЕТ» В соавторстве с Наталией Медведевой                          | Наталья Медведева         | 2021 |
| 34 | «Бесконечно»                                                             | ABBASOV                   | 2021 |
| 35 | «Любимый мой человек»                                                    | ТО-МА                     | 2021 |

## Видеоклипы
| Клип                                           | Режиссёр                         | Альбом                  | Год  |
| ---------------------------------------------- | -------------------------------- | ----------------------- | ---- |
| - Родная                                       | Артём Пивоваров                  | Космос                  | 2013 |
| - Легче                                        | Артём Пивоваров и Сергей Маценко | Космос                  | 2014 |
| - Мы молоды                                    | Александр Одуванчиков            | Океан                   | 2015 |
| - Собирай меня                                 | Александр Одуванчиков            | Океан                   | 2015 |
| - Зависимы                                     | Тарас Голубков                   | Океан                   | 2015 |
| - Муссоны Мот feat. Артём Пивоваров            | Катя Як                          | Наизнанку (альбом Мота) | 2016 |
| - Стихия                                       | Леонид Колосовский               | Стихия воды             | 2016 |
| - На глубине                                   | Тарас Голубков                   | Стихия воды             | 2016 |
| - Делай своё дело feat. Не Люди                | Дима Манифест и Дмитрий Шмурак   | без альбома             | 2016 |
| - Кислород                                     | Тарас Голубков                   | Стихия воды             | 2017 |
| - Моя ночь                                     | Тарас Голубков                   | Стихия воды             | 2017 |
| - Полнолуние                                   | Дима Манифест и Дмитрий Шмурак   | Стихия огня             | 2018 |
| - Провинциальный                               | Тарас Голубков                   | Стихия огня             | 2018 |
| - Вiдчуй                                       | Тарас Голубков                   | без альбома             | 2018 |
| - Карма                                        | Тарас Голубков                   | Земной                  | 2018 |
| - No. 1                                        | Тарас Голубков                   | Земной                  | 2019 |
| - 2000                                         | Тарас Голубков                   | Земной                  | 2019 |
| - Дом                                          | Тарас Голубков                   | Земной                  | 2019 |
| - Дежавю / Позови                              | Тарас Голубков                   | Земной                  | 2020 |
| - Мои стихи, твои ноты (Animation Music Video) | нет информации                   | Земной                  | 2020 |
| - Рандеву                                      | Тарас Голубков                   | без альбома             | 2021 |
| - Мираж                                        | Тарас Голубков                   | без альбома             | 2021 |

## Увлечения
Артём Пивоваров увлекается медитацией, восточными единоборствами, смешанными боевыми искусствами. Изучает стиль ушу Вин-чунь.